# 一碳化四锂
一碳化四锂是一种无机化合物，化学式为CLi4。它是自燃性的红色固体，是甲烷的锂代衍生物。
它可由四(氯汞基)甲烷和叔丁基锂（或锂）的锂化反应制得，它也可由锂和四氯化碳在高温反应得到。
8 Li + CCl4 → CLi4 + 4 LiCl
8 Li + C(HgCl)4 → Li4C + 4 LiCl (+ n Li[Hg])
反应的副产物是碳化锂。